# 1843
1843 (MDCCCXLIII) var ett normalår som började en söndag i den gregorianska kalendern och ett normalår som började en fredag i den julianska kalendern.

## Händelser

### Mars
- 25 mars – Bygget av Thames Tunnel, världens första undervattenstunnel. Ingenjör är Marc Isambard Brunel.[1]

### Juni
- Juni – Det första nordiska studentmötet i Uppsala, Sverige utlöser en våg av skandinavism.[2]
- 4 juni –  Den svenska tidningen Nerikes Allehanda grundas.[3]

### Juli
- 19 juli – Sjösättning av SS Great Britain, den första propellerdrivna båten med järnskrov att korsa Atlanten. Den är designad av Isambard Kingdom Brunel.[4]

### Augusti

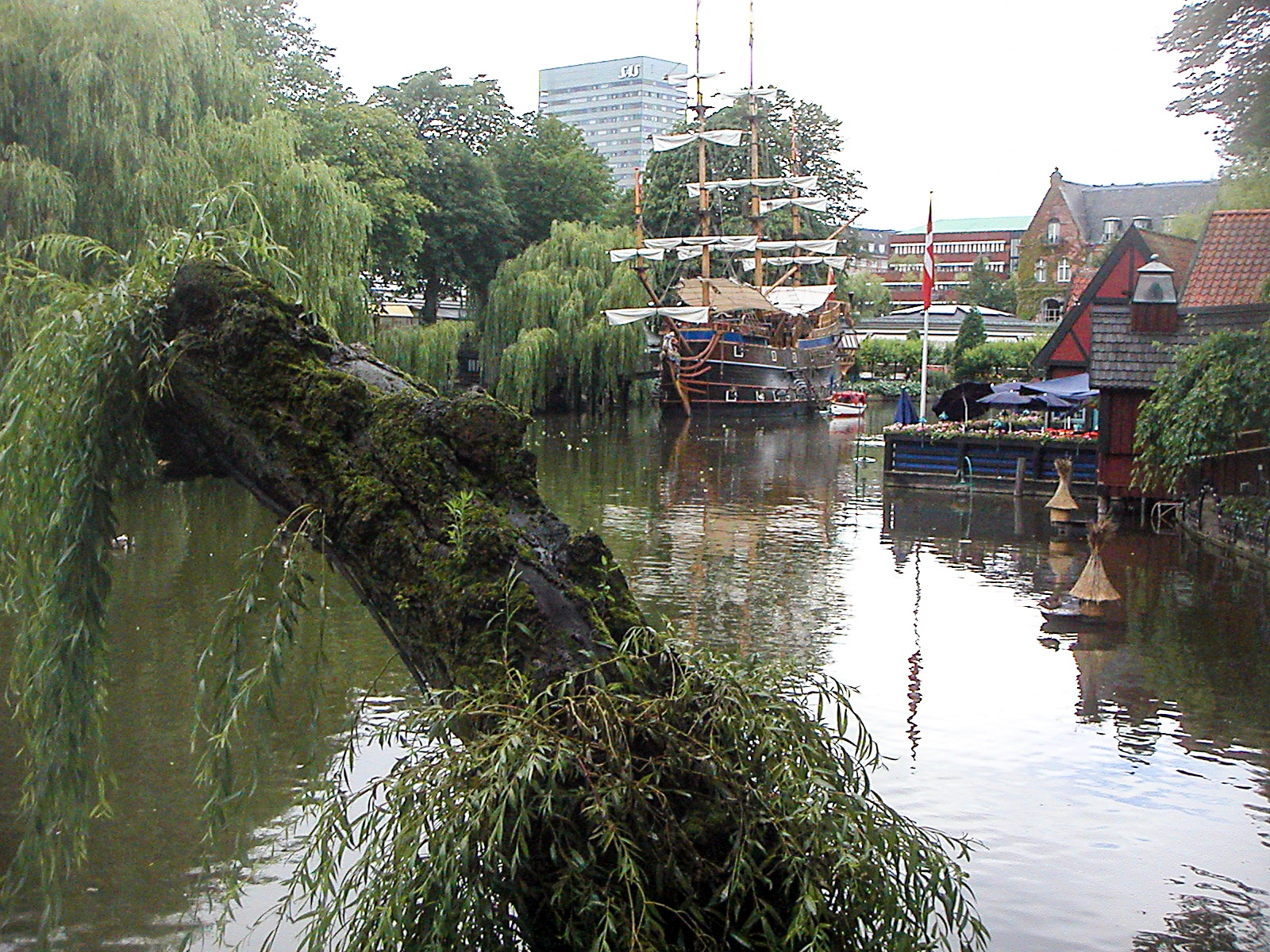
Tivoli.

- 15 augusti – Nöjesfältet Tivoli öppnar i Köpenhamn.
- 28 augusti – Sockennämnder införs i Sverige, vilka skall ledas av en vald ordförande, varför kyrkoherden inte längre automatiskt blir ordförande och Svenska kyrkans maktställning i socknarna försvagas.[5]

### September
- 3 september – 3 september 1843-revolutionen i Aten resulterar i avskaffandet av den absoluta monarkin i Grekland.

### Oktober
- 31 oktober – Växjö brinner ner.[6]

### November
- 29 november–16 december – Fyra amerikanska fartyg skickas till Afrika för att stoppa sjöröveri och slavhandel samt utföra vedergällning mot infödda för anfall mot amerikanska sjömän och skepp.[7]

### December
- 13 december – Storbritannien erkänner Lesotho.[8]
- 19 december - En Julsaga publiceras, skriven av Charles Dickens inför jul i Storbritannien.[9]

### Okänt datum
- Amerikanska sjömän och marinsoldater från Saint Louis landsätts i Kina efter bråk mellan kineser och amerikaner vid handelsstationen i Kanton.[7]
- Afroamerikanske butlern Robert Roberts publicerar en andra upplaga av The House Servant's Directory, en handbook för butlers och servitörer.[10]
- Kommunalförordningar utfärdas i Sverige, där rösträtten inte bara graderas efter mantal utan även efter beskattning.
- Sveriges första propellerdrivna ångfartyg sjösätts vid Motala verkstad.
- Det kurdiska Emiratet av Badinan, som grundades 1376, upplöses.

## Födda

### Första kvartalet

#### Januari
- 19 januari – William Mulock, kanadensisk politiker. (död 1944)
- 25 januari – Hermann Schwarz, tysk matematiker. (död 1921)
- 26 januari – Erdmann Encke, tysk skulptör. (död 1896)
- 29 januari – William McKinley, amerikansk politiker, USA:s president 1897–1901. (död 1901)

#### Februari
- 2 februari – Knute Nelson, norsk-amerikansk politiker.
- 6 februari – Frederic William Henry Myers, engelsk poet.
- 8 februari – Johan Wilhelm Runeberg, finländsk läkare och politiker.
- 19 februari
  - Binger Hermann, amerikansk republikansk politiker, kongressledamot 1885–1897 och 1903–1907. (död 1926)
  - Adelina Patti, italiensk-amerikansk sopran. (död 1919)

#### Mars
- 9 mars – Abraham Abraham, amerikansk affärsman.
- 23 mars – Kobayashi Eitaku, japansk konstnär, målare.

### Andra kvartalet

#### April
- 4 april – William Henry Jackson, amerikansk konstnär, fotograf och upptäcktsresande.
- 15 april – Henry James, amerikansk författare.
- 25 april
  - Alice av Storbritannien,  brittisk prinsessa, storhertiginna av Hessen, dotter till Viktoria av Storbritannien och Albert av Sachsen-Coburg-Gotha.
  - Dwight M. Sabin, amerikansk republikansk politiker.

#### Maj
- 12 maj – Thomas William Rhys Davids, brittisk indolog.
- 17 maj – Otto Intze, tysk vattenbyggnadsingenjör.
- 31 maj – Fredrikke Qvam, norsk kvinnorättskämpe.

#### Juni
- 3 juni – Fredrik VIII, kung av Danmark 1906–1912.
- 12 juni – David Gill, skotsk astronom.
- 15 juni – Edvard Grieg, norsk kompositör.
- 17 juni – Ehrenfried von der Lancken, svensk ämbetsman och riksdagsman.

### Tredje kvartalet

#### Juli
- 2 juli – Antonio Labriola, italiensk marxist.
- 18 juli – Virgil Earp, amerikansk sheriff.
- 30 juli – William Hodges Mann, amerikansk demokratisk politiker, guvernör i Virginia 1910–1914.

#### Augusti
- 10 augusti – W. Chrystie Miller, amerikansk skådespelare.
- 20 augusti – Christina Nilsson, svensk sångerska med internationell karriär.
- 29 augusti – Alfred Agache, fransk konstnär.
- 31 augusti – Wilhelm Spånberg, svensk godsägare, bruksägare och politiker (liberal).

#### September
- 8 september – John B. Long, amerikansk demokratisk politiker, kongressledamot 1891–1893.
- 10 september – William John Gill, brittisk upptäcktsresande.
- 27 september – Selma Billström, svensk författare.

### Fjärde kvartalet

#### Oktober
- 3 oktober – Johann Heinrich Wilhelm Dietz, tysk politiker och förläggare.
- 9 oktober – Christian Christiansen, dansk fysiker.
- 13 oktober – Otto Lueger, tysk ingenjör.
- 15 oktober – Herbert W. Ladd, amerikansk politiker, guvernör i Rhode Island 1889–1890 och 1891–1892.
- 22 oktober – Louis A. Wiltz, amerikansk politiker, guvernör i Louisiana 1880–1881.

#### November
- 6 november – Job Adams Cooper, amerikansk republikansk politiker, advokat och affärsman, guvernör i Colorado 1889–1891.
- 27 november – Edwin C. Burleigh, amerikansk republikansk politiker, senator 1913–1916.

#### December
- 11 december – Robert Koch, tysk bakteriolog och nobelpristagare.
- 12 december – William P. Dillingham, amerikansk republikansk politiker, senator 1900–1923.
- 29 december – Elisabet av Wied, rumänsk drottning och författare.

### Okänt datum
- Waren Tay, engelsk oftalmolog och kirurg.

## Avlidna

### Första kvartalet

#### Januari
- 4 januari – Petronella Moens, 80, nederländsk författare.
- 11 januari – Francis Scott Key, 63, amerikansk jurist och poet.
- 18 januari – Friedrich von Adelung, 74, tysk filolog.
- 23 januari – Friedrich de la Motte Fouqué, 65, tysk författare.
- 26 januari – Julienne David, 65, fransk kapare.

#### Februari
- 4 februari – Theodoros Kolokotronis, 72, grekisk frihetskämpe.
- 20 februari – Mary Hays, 83, brittisk författare.
- 24 februari – Friedrich Buchholz, 75, tysk historiker.

#### Mars
- 18 mars – Jacques-Charles Bailleul, 80, fransk politiker.
- 21 mars – Guadalupe Victoria, 56, mexikansk militär och politiker, president 1824–1829.
- 27 mars – Samuel McRoberts, 43, amerikansk politiker, senator 1841–1843.

### Andra kvartalet

#### April
- 2 april – Charlotta Cronstedt, 83, svensk konstnär.
- 14 april – Joseph Lanner, 42, österrikisk kompositör.

#### Maj
- 28 maj – Noah Webster, 84, amerikansk språkvetare, journalist och jurist.
- 30 maj – Antonio Basoli, 74, italiensk konstnär.

#### Juni
- 7 juni – Friedrich Hölderlin, 73, tysk författare.
- 11 juni – Peter Wittgenstein, 74, rysk militär.
- 20 juni
  - Hugh S. Legaré, 46, amerikansk politiker, USA:s justitieminister 1841–1843.
  - Per Winblad, 67, svensk skräddare och politiker.

### Tredje kvartalet

#### Juli
- 7 juli – John Holmes, 70, amerikansk politiker, senator 1820–1827 och 1829–1833.
- 8 juli – Lars Hjortsberg, 70, svensk skådespelare.
- 9 juli – Washington Allston, 63, amerikansk målare och författare.
- 13 juli – Cajsa Wahllund, 72, finländsk krögare.
- 24 juli – Ulrika Clewberg, 68, svensk skådespelare och operasångare.

#### Augusti
- 8 augusti – Adolph Henke, 68, tysk läkare.
- 22 augusti – Gustaf Gadolin, 74, finländsk teolog och statsman.
- 24 augusti – Samuel Enander, 54, svensk arkitekt.

#### September
- 11 september – Joseph Nicollet, 57, fransk matematiker, astronom och geograf.
- 19 september – Gaspard-Gustave Coriolis, 51, fransk ingenjör, fysiker och matematiker.
- 25 september – Sir Matthew Wood, 75, brittisk politiker.

### Fjärde kvartalet

#### Oktober
- 3 oktober – Lewis F. Linn, 46, amerikansk politiker, senator 1833–1843.
- 6 oktober – Archibald Campbell, 1:e baronet, 74, brittisk militär.
- 19 oktober – Louis-Barthélémy Pradher, 60, fransk kompositör och pianist.
- 26 oktober – Johann Christian August Heinroth, 70, tysk psykiater.

#### November
- 18 november – Armand Beauvais, 60, amerikansk politiker, guvernör i Louisiana 1829–1830.

#### December
- 12 december – Vilhelm I, 71, kung av Nederländerna 1815–1840.
- 14 december – John Claudius Loudon, 60, brittisk botaniker.
- 24 december – Charlotta Askenbom, 65, svensk skådespelare.

### Fotnoter
1. ↑  Smith, Denis (2001). London and the Thames Valley. London: Thomas Telford. sid. 17. ISBN 0-7277-2876-8
2. ↑  ”Libri”. http://www.logoslibrary.eu/pls/wordtc/new_wordtheque.w6_context.more_context?parola=3221&n_words=1&v_document_code=3091&v_sequencer=372683&lingua=SV.[död länk]
3. ↑  ”Drottninggatan”. Arkiverad från originalet den 16 december 2007. https://web.archive.org/web/20071216172218/http://www.cultureanddesign.com/dbhires/h1092908792-bankbok.pdf.
4. ↑  ”Royal Visit”. The Bristol Mirror:  ss. 1–2. 20 juli 1843.
5. ↑  ”Svensk literatur-tidskrift. 1868”. https://runeberg.org/littid68/0460.html.
6. ↑  ”Värmlands brandhistoriska klubb”. Arkiverad från originalet den 12 oktober 2011. https://www.webcitation.org/62NB7kO36?url=http://www.brandhistoriska.org/olyckor_se.html.
7. 1 2  ”USA:s militära insatser i utlandet 1798-2004”. Arkiverad från originalet den 9 december 2013. https://web.archive.org/web/20131209174005/http://www.history.navy.mil/library/online/forces.htm. Läst 30 januari 2011.
8. ↑  ”World Statesmen”. http://www.worldstatesmen.org/Lesotho.htm.
9. ↑  ”En julsaga | Modernista”. www.modernista.se. https://www.modernista.se/bocker/en-julsaga. Läst 26 januari 2023.
10. ↑  ”International Butler Academy”. Arkiverad från originalet den 11 september 2011. https://web.archive.org/web/20110911123133/http://www.butlerschool.com/interesting_facts.htm. Läst 26 september 2011.